# Wassyl Lasarewskyj
Wassyl Matwijowytsch Lasarewskyj (ukrainisch Василь Матвійович Лазаревський, russisch Василий Матвеевич Лазаревский Wassili Matwejewitsch Lasarewski; * 26. Februarjul. / 10. März 1817greg. in Hyrjawka, Ujesd Konotop, Gouvernement Tschernigow, Russisches Kaiserreich; † 28. Apriljul. / 10. Mai 1890greg. in Sankt Petersburg, Russisches Kaiserreich) war ein ukrainischer Schriftsteller und Übersetzer sowie russischer Geheimrat.

## Leben
Wassyl Lasarewskyj kam in Hyrjawka, dem heutigen Schewtschenkowe in der ukrainischen Oblast Sumy, als ältester Sohn einer von Kosaken abstammenden kleinadeligen Familie zur Welt. Er war der ältere Bruder von Oleksandr Lasarewskyj.
Lasarewskyj absolvierte 1841 die juristische Fakultät der Universität Charkiw und verteidigte dort im Februar 1844  seine Promotion als Kandidat der Philosophie. Nach seinem Studium war er zunächst als Provinzsekretär an der Kammer des Zivilgerichts in Charkiw tätig und wechselte anschließend als Heimlehrer in die Familie des russischen Generals Wassili Orlow-Denissow. 
Im Februar 1846 zog er nach Sankt Petersburg, arbeitete im Museum der ausländischen Literatur (Музее иностр. лит-ры) und veröffentlichte sein erstes Werk, den Roman Nacht in der Steppe. Aufgrund finanzieller Schwierigkeit trat er als Kollegiatssekretär in den Staatsdienst und
ging im Mai 1847 als Beamter der Orenburger Grenzkommission nach Orenburg, wo zu dieser Zeit auch der ukrainische Dichter Taras Schewtschenko, ein Freund der Familie Lasarewskyj, sein Exil als Soldat in der Festung Orsk verbrachte. Diesem half er in dieser Zeit finanziell und besorgte für ihn Farben, Stifte, Bücher und Zigarren, hatte jedoch keinen direkten Kontakt zu ihm. Persönlich lernte er Schewtschenko erst im März 1858 nach dessen Rückkehr aus dem Exil nach Sankt Petersburg kennen.
1848 ging Lasarewskyj in offiziellen Angelegenheiten zurück nach Sankt Petersburg, wo er Wladimir Dal kennen lernte, mit dessen Hilfe er Karriere als Regierungsbeamter machte und 1873 zum Geheimrat ernannt wurde. In Petersburg besaß er einen großen Bekanntenkreis, zu dem unter anderem Marko Wowtschok, Iwan Gontscharow, Alexei Pissemski, Iwan Turgenew, Michail Saltykow-Schtschedrin und Grigori Danilewski (Григорий Петрович Данилевский, 1829–1890) zählten. Er starb 73-jährig in Sankt Petersburg und wurde dort auf dem Smolensker Friedhof bestattet.
Neben seiner schriftstellerischen Tätigkeit, er veröffentlichte einige Kurzgeschichten in russischen Zeitschriften und kompilierte ein ukrainisches (unveröffentlichtes) Wörterbuch, übersetzte Lasarewskyj die Werke Othello, König Lear und Macbeth von William Shakespeare sowie französische Literatur ins Russische.